# Titularbistum Chullu
Chullu (ital.: Cullu) ist ein Titularbistum der römisch-katholischen Kirche.
Die in Nordafrika gelegene Stadt war ein alter römischer Bischofssitz, der im 7. Jahrhundert mit der islamischen Expansion unterging. Er lag in der römischen Provinz Numidien.
| Titularbischöfe von Chullu |                              |                                                           |                  |                   |
| Nr.                        | Name                         | Amt                                                       | von              | bis               |
| 1                          | Marc Lacroix OMI             | emeritierter Bischof von Churchill-Baie d’Hudson (Kanada) | 25. Oktober 1968 | 24. November 1970 |
| 2                          | Joseph Edra Ukpo             | Weihbischof in Ogoja (Nigeria)                            | 24. April 1971   | 1. März 1973      |
| 3                          | Franco Mulakkal (Aippunny)   | Weihbischof in Delhi (Indien)                             | 17. Januar 2009  | 13. Juni 2013     |
| 4                          | Varghese Thottamkara CM      | Koadjutorvikar von Nekemte (Äthiopien)                    | 28. Juni 2013    | 10. Mai 2023      |
| 5                          | Hilário da Cruz Massinga OFM | Weihbischof in Inhambane (Mosambik)                       | 11. August 2023  |                   |